# Радио-телевизија Словенија
Радио-телевизија Словенија (словен. Radiotelevizija Slovenija) је јавни медијски сервис Словеније. Седиште се налази у Љубљани, уз регионалне центре у Марибору и Копару. Пуноправни је члан Европске радиодифузне уније.

## Историја и емитовање

### Радио
Радио је почео с емитовањем 1. септембра, 1928, под именом Радио Љубљана. Дана 11. априла, 1941, уништен је одашиљач у Домжалама, од стране немачког ратног ваздухопловства. Након италијанске окупације Љубљане, радио је преузела италијанска компанија EIAR. Радио је наставио с емитовањем, на крају Другог светског рата, с новим именом Радио слободна Љубљана (Radio svobodna Ljubljana) а 9. мајa, 1945. је радио преименован у Радио Словенија.
Радијске станице су:
- Radio Slovenija 1
- Val 202
- ARS
- Radio Koper
- Radio Capodistria
- Radio Maribor
- MMR - Pomurski madžarski radio

### Телевизија
Дана 1. априла, 1948, је основано телевизијско седиште а сама телевизија је почела с емитовањем почела 28. новембра, 1958, као ТВ Љубљана. Дана 15. априлa, 1968, се почиње емитовати прва епизода информативне емисије Дневник, на словеначком језику. У 1971, почиње са емитовањем ТВ Копер/Каподистрија, на италијанском и словеначком језику. У 1984, уводи се и први телетекст.
Телевизијске станице су:
- TVS1
- TVS2
- TVS3
- TV Koper/Capodistria
- TV Maribor